# Tony Huynh
Tony Huynh (* 1982) ist ein kanadischer Comedian und Vlogger aus Toronto, der seit 2005 unter dem Namen The Wine Kone (bzw. TWK) auf dem Videoportal YouTube seine Gedanken und Ansichten zu verschiedenen Themen in dem ihm eigenen Comedy-Stil veröffentlicht. Im Dezember 2007 war Huynh mit mehr als 76.000 Abonnenten auf Platz zwölf der Rangliste der meistabonnierten Accounts auf YouTube. Im März 2007 gewann er mit seinem Video Hotness Prevails  den ersten YouTube Video Award in der Kategorie Best Commentary. Sein Beitrag zur CNN-YouTube Democratic Presidential Debate war der von YouTube-Nutzern meistgesehene Beitrag. 

## YouTube
Huynhs erstes Video auf YouTube war The Delaware Boy vom Dezember 2005. Seitdem veröffentlicht er in unregelmäßigen Abständen Videos auf YouTube, wobei sich nach und nach die Anhängerschaft seiner Wortschwall über unterschiedliche Themen vergrößerte. Sein Video Hotness Prevails / Worst Video Ever erreichte inzwischen über drei Millionen Aufrufe.
Sein Humor wird als vielseitig und selbstironisch beschrieben. Er ist bekannt für seine Wortschwalle über verschiedene Themen, mit denen er sich ein treues Publikum, darunter auch andere auf YouTube bekannte Persönlichkeiten wie Ben Going, erspielt hat. Ein immer wiederkehrender Witz in seinen Werken ist die Warnung, dass das Betrachten dieses Videos eine Zeitverschwendung sei. Dieser Warnung folgt entweder eine leere Sequenz oder Inhalte, die nicht interessant oder humorvoll sind. Ein anderes sich wiederholendes Thema in Huynhs Videos ist die Ansprache von Persönlichkeiten, die eine gewisse Bekanntheit im Internet erreicht haben.
Huynh ist in der Fernseh-Show The FIZZ aufgetreten. In Zusammenarbeit mit anderen auf YouTube bekannten Persönlichkeiten trat er in einem Musikvideo der Barenaked Ladies mit dem Namen Sound of Your Voice auf. Weitere Zusammenarbeiten erfolgten für die Save The Internet Campaign, die YouTube Anti-Racism Collaboration, das Yellow Bird Project und Dare to Dream.
Im Mai 2007 wurde Huynh von YouTube eingeladen, dem YouTube Partner Program beizutreten. Dieser exklusive Status, der zuvor nur gewerblichen Video-Erstellern angeboten wurde, erlaubt es unter anderem, durch die Einblendung von Werbung auf der jeweiligen Video-Seite, Einnahmen zu erzielen.

## Entstehung
Huynh begann 2002 damit, Newsletter als E-Mail an seine Freunde in der Universität zu verschicken. Mit der Zeit wuchs dieser Verteiler, und nach einem Jahr wurde der Newsletter The Wine Kone genannt. Die Empfänger erhielten eine Sammlung von Artikeln, bearbeiteten Bildern, Audio- und Videodateien, die von Huynh selbst produziert wurden. Im April 2005 entschied er sich, seine Arbeiten online zu veröffentlichen, wobei er zunächst freie Blogging-Websites wie Wordpress, LiveJournal und Blogger.com verwendete. Etwas später konzentrierte er sich dann auf die Video-Erstellung und fand seinen Weg zu YouTube. Im Video >"The Wine Kone" Revealed< vom 11. Dezember 2008 erklärt er erstmals, wie er auf den Namen "TheWineKone" kam: Sein Name Tony Huynh wird auf Englisch "Toe Knee Hwin" ausgesprochen; verdreht man die Buchstaben kommt man schließlich auf "The Wine Kone".